# イーグラント・コーポレーション
株式会社イーグラント・コーポレーションは、東京都新宿区西新宿に本社を置く、美容室の運営を中心とする企業である。

## 概要
創業者兼現社長の中村英二が、個人事業主から法人成し、2013年12月に設立した企業。業務委託サロンAnphi(アンフィ)井土ヶ谷店から事業をスタートし、美容師ファーストを掲げ。自社のノウハウを活かし他社の美容室の広告物の提案〜制作や、美容の知識サイトの運営などにも業容を拡大した。
その後、2017年12月に株式会社subLime(現GYRO HOLDINGS)との友好的M&Aを実施しグループ入り。フランチャイズではなく、独自の独立支援モデルを確立し、独立オーナーの輩出にも注力している。
親会社である株式会社subLimeは2019年11月1日にカフェ・カンパニー株式会社と経営統合を行いGYRO HOLDINGS株式会社となった。2021年11月１日にはGYRO HOLDINGSはアジア最大級の投資ファンドPAGの資本を受け入れる。

## 店舗一覧
- Hair Lounge Anphi井土ヶ谷店
- Anphi金沢文庫店
- Anphi 弘明寺店
- Anphi 新杉田店
- Anphi 南町田店
- Anphi 矢向店
- Anphi鶴間店
- Anphi淵野辺店
- Anphi神奈川新町店
- Anphi高座渋谷店

※2025年7月現在

## 沿革
| 2012年9月  | Hair Lounge Anphi井土ヶ谷店オープン        |
| 2013年12月 | 株式会社イーグラント・コーポレーション設立 |
| 2015年6月  | Anphi金沢文庫店オープン                    |
| 2017年2月  | Anphi 弘明寺店オープン                     |
| 2017年12月 | GYRO HOLDINGSにグループ入り                |
| 2019年1月  | Anphi 新杉田店オープン                     |
| 2020年4月  | Anphi 南町田店オープン                     |
| 2021年2月  | Anphi 矢向店オープン                       |
| 2021年12月 | 美容師向け総合メディア本格運用スタート     |
| 2022年7月  | Anphi鶴間店オープン                        |
| 2023年11月 | Anphi淵野辺店オープン                      |
| 2024年7月  | Anphi神奈川新町店オープン                  |
| 2024年8月  | Anphi高座渋谷店オープン                    |
| 2025年5月  | ヘアケア専門家資格設立                     |
| 2025年7月  | ３３shampoo & treatment販売スタート        |